# Loh Kean Yew
Loh Kean Yew (Guntur, 26 de junio de 1997) es un deportista singapurense que compite en bádminton. Ganó una medalla de oro en el Campeonato Mundial de Bádminton de 2021, en la prueba individual.

## Palmarés internacional
| Campeonato Mundial | Campeonato Mundial | Campeonato Mundial | Campeonato Mundial |
| Año                | Lugar              | Medalla            | Prueba             |
| ------------------ | ------------------ | ------------------ | ------------------ |
| 2021               | Huelva (España)    | Medalla de oro     | Individual         |